# Orgueil
Orgueil település Franciaországban, Tarn-et-Garonne megyében. Lakosainak száma 1721 fő (2022. január 1.). Orgueil Fronton, Campsas, Corbarieu, Labastide-Saint-Pierre, Nohic és Reyniès községekkel határos.

## Népesség
A település népessége az elmúlt években az alábbi módon változott:
| Lakosok száma | 1610 | 1626 | 1668 | 1658 | 1691 | 1754 | 1720 | 1721 | 1721 |
|               | 2013 | 2015 | 2016 | 2017 | 2018 | 2019 | 2020 | 2021 | 2022 |